# Бёме, Рюрик Львович
Рюрик Львович Бёме (25 августа 1927, Владикавказ — 5 июня 2000, Москва) — советский и российский орнитолог.

## Биография
Родился 25 августа 1927 года во Владикавказе в семье известного орнитолога Льва Борисовича Бёме (1895—1954) и его жены.
Во время войны находился в ссылке вместе с матерью в селе Бурас Бескарагайского района Павлодарской области Казахской ССР.
В 1953 году окончил биолого-почвенный факультет Московского государственного университета.
С 1953 по 1964 годы работал в должности старшего научного сотрудника Зоологического музея МГУ.
В 1958 году получил степень кандидата биологических наук. Темой своей кандидатской диссертации выбрал «Птицы Центрального Кавказа».
В 1972 году стал доктором биологических наук по специальности зоология. Тема докторской диссертации — «Птицы гор Южной Палеарктики». Учёное звание профессора по специальности получил в 1990 году.
В 1976—2000 годах заведовал Орнитологической лабораторией МГУ.
Являлся членом специализированных диссертационных советов в Биологического факультета МГУ, ИЭМЭЖ (ИПЭЭ) им. А. Н. Северцова РАН и НИИ охраны природы, научного совета НИИ охраны природы, учёного совета Московского зоопарка, Международного Совета по охране птиц, президиума Орнитологического общества СССР.
Умер 5 июня 2000 года в Москве на 73-м году жизни.
Дочь — орнитолог Ирина Бёме.

## Труды
Бёме является автором более 60 научных работ. Основными научными трудами стали монографии и книги: «Птицы Центрального Кавказа» (1958); «Птицы гор Южной Палеарктики» (1975); «Пятиязычный словарь названий животных (Птицы)» (1994), включающий названия всех птиц мира (11 060 названий), первый опыт по унификации русских эквивалентов названий птиц всей мировой фауны; «Горная авифауна птиц Южной Палеарктики» (эколого-географический анализ)" (2001); комплекс определителей птиц: «Птицы лесов и гор» (1966, 1981), «Птицы нашего края (средняя полоса Европейской части СССР)» (1968), «Птицы СССР» (1968) (в 1984 г. эта книга издана в США на английском языке); «Справочник названий птиц фауны СССР» на четырёх языках (1972); «Птицы открытых и околоводных пространств СССР» (1983); «Птицы разных материков» (1986); «Птицы Грузии» (1987); «Птицы России» в серии «Энциклопедия природы России» (1996).